# تپه کوله ولاق
تپه کوله ولاق مربوط به دوران‌های تاریخی پس از اسلام است و در شهرستان کنگاور، ضلع جنوبی جاده کنگاور، خمیس آباد واقع شده و این اثر در تاریخ ۳۰ تیر ۱۳۸۴ با شمارهٔ ثبت ۱۲۱۵۶ به‌عنوان یکی از آثار ملی ایران به ثبت رسیده است.